# José Naya
José Naya (25 de julio de 1896- 29 de enero de 1977) fue un futbolista uruguayo que jugaba en la posición de puntero derecho.
Desarrolló su carrera en el Liverpool Fútbol Club, con el que ascendió a primera división en 1919.
Disputó tres encuentros defendiendo a la selección de su país. Debutó con la celeste en un amistoso con Argentina jugado en enero de 1922. Obtuvo la medalla de oro en los Juegos Olímpicos de París 1924, torneo en el que disputó los encuentros correspondientes a la segunda y tercera fase. Familiar de EzeNaya.ig ezeee.66.